# Marc Ducret
Pour les articles homonymes, voir Ducret.
Marc Ducret,  né le 19 aout 1957 à Paris, est un guitariste français.

## Biographie
Autodidacte, il commence à jouer très tôt (17 ans) en tant que professionnel. Son jeu est alors très marqué par le rock, le bebop et empreint de virtuosité.
En 1986, il est appelé par François Jeanneau pour participer au premier Orchestre national de jazz, avec lequel il donne plus de 80 concerts de janvier à décembre 1986. La même année, il remporte le Concours national de jazz de la Défense.
Dans les années 1990, il se tourne vers l'avant-garde, notamment en enregistrant six albums aux côtés du saxophoniste new-yorkais Tim Berne. Sa sonorité devient beaucoup plus sale, agressive et hachée, et il développe un langage extrêmement caractéristique, qui combine l'atonalité et le metal, comme si Boulez rencontrait Jimi Hendrix.[Interprétation personnelle ?]
Marc Ducret est avant tout un guitariste électrique, cependant il s'exprime aussi très fréquemment en tant que guitariste acoustique (6 et 12 cordes), notamment sur son album solo (détail). Il joue sur Guild et sur des modèles spécialement réalisés par le luthier français François Vendramini.
Son principal groupe actuel est le trio qu'il forme avec le bassiste Bruno Chevillon et le batteur Éric Échampard, ainsi que le big band Grand Ensemble de Marc Ducret. Il mène en outre une activité de sideman, auprès de François Corneloup, Christophe Monniot, Vincent Courtois...

## Groupes actuels
- Marc Ducret Trio
- Marc Ducret Grand Ensemble, "Le sens de la marche" avec Hugues Mayot, Matthieu Metzger, Yan Lecolaire, Pascal Gachet, Jean Lucas, Tom Gareil, Antonin Rayon, Paul Brousseau, Bruno Chevillon, Éric Échampard.
- "Un Sang d'encre" avec Antonin Rayon et Dominique Pifarély
- "Un Sang d'encre" avec Antonin Rayon, Jean-Marc Bourg, Franck Vigroux, Géraldine Keller
- Tim Berne, Big Satan
- Tim Berne, Science Friction
- François Corneloup Trio

## Prix
- Prix Django-Reinhardt 1987
- Meilleur guitariste Jazz Hot 1988
- Etoile SACEM en 1989
- Victoires du Jazz dans la catégorie Artiste ou formation instrumentale française de l'année en 2009
- Coup de cœur Jazz et Blues 2019 de l'Académie Charles-Cros pour Lady M, annoncé le 14 janvier dans l’émission Open Jazz d’Alex Dutilh sur France Musique[4] et Coup de cœur Jazz et Blues 2020 de la même Académie Charles-Cros pour Audio Rebel avec Samuel Blaser, proclamé sur France Musique le 5 février 2021, dans l’émission Open Jazz d’Alex Dutilh sur France Musique[5]..

## Discographie
enregistrements : 
- 1987 : La Théorie du Pilier (Label Bleu)
- 1988 : Le Kodo (Label Bleu)
- 1990 : Gris[6] (Label Bleu)
- 1991 : News from the Front[7] (JMT)
- 1998 : (détail) (Winter & Winter)
- 1998 : Un certain malaise[8] (Screwgun (en))
- 1999 : L'Ombra di Verdi[9] (Screwgun (en))
- 2003 : Qui parle ?[10] (Sketch)
- 2005 : Un Sang d'Encre (Université François-Rabelais de Tours)
- 2006 : Trio 'live'[11],[12],[13] (auto-produit)
- 2004 : Le sens de la marche[14] (Illusions) sorti 2009
- 2007 Trio Live at Stadtgarten[15]
- 2011 : Tower, vol. 1[16] (Ayler Records[17])
- 2011 : Tower, vol. 2[18] (Ayler Records)
- 2012 : Tower, vol. 4[19] (Ayler Records)
- 2013 : Tower, vol. 3[20],[21] (Ayler Records)
- 2015 : Metatonal[22] (Ayler Records)
- 2016 : Paysage, avec bruits , Marc Ducret & Journal Intime (Abalone Production)
- 2017 METATONAL PACK[23] concert + partitions
- 2019 : Lady M[24] (Ayler Records)